# Logging (informàtica)

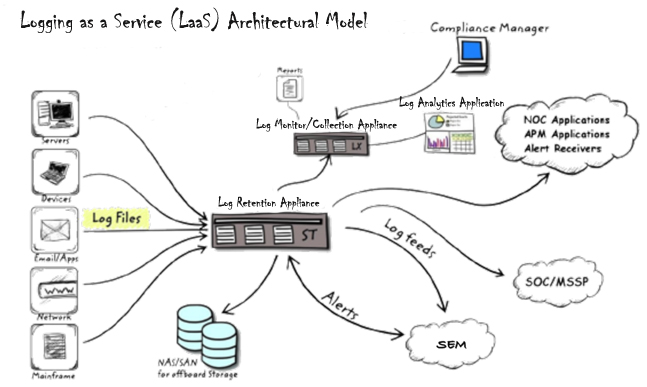
Un model que mostra un escenari comú per a Logging as a Service (LaaS) en el context d'aplicacions, servidors i dispositius empresarials

En informàtica, el registre és l'acció de mantenir un registre dels esdeveniments que es produeixen en un sistema informàtic, com ara problemes, errors o només informació sobre les operacions actuals. Aquests esdeveniments poden ocórrer en el sistema operatiu o en un altre programari. S'enregistra un missatge o una entrada de registre per a cada esdeveniment. Aquests missatges de registre es poden utilitzar per supervisar i comprendre el funcionament del sistema, per depurar problemes o durant una auditoria. El registre és especialment important en programari multiusuari, per tenir una visió general central del funcionament del sistema.
En el cas més senzill, els missatges s'escriuen en un fitxer, anomenat fitxer de registre. Alternativament, els missatges es poden escriure en un sistema de registre dedicat o en un programari de gestió de registres, on s'emmagatzemen en una base de dades o en un sistema informàtic diferent.
Concretament, un registre de transaccions és un registre de les comunicacions entre un sistema i els usuaris d'aquest sistema, o un mètode de recollida de dades que captura automàticament el tipus, contingut o temps de les transaccions realitzades per una persona des d'un terminal amb aquest. sistema. Per a la cerca web, un registre de transaccions és un registre electrònic de les interaccions que s'han produït durant un episodi de cerca entre un motor de cerca web i usuaris que cerquen informació en aquest motor de cerca web.
Molts sistemes operatius, marcs de programari i programes inclouen un sistema de registre. Un estàndard de registre àmpliament utilitzat és Syslog, definit a Internet Engineering Task Force (IETF) RFC 5424. L'estàndard Syslog permet un subsistema dedicat i estandarditzat per generar, filtrar, registrar i analitzar missatges de registre. Això alleuja els desenvolupadors de programari d'haver de dissenyar i codificar els seus sistemes de registre ad hoc.